# نهائي كأس ألمانيا 2002
نهائي كأس ألمانيا 2002 هي المباراة النهائية من منافسة كأس ألمانيا 2001–02، أقيمت المباراة في 11 مايو 2002، في الملعب الأولمبي، بين فريقي شالكه 04، وباير 04 ليفركوزن، وفاز فيها شالكه 04، بعد أن هزم باير 04 ليفركوزن، بنتيجة 4 - 2، وكان حكم المباراة Franz-Xaver Wack ‏، وحضر المباراة 70000 شخصاً.

## تفاصيل المباراة
لعبت المباراة النهائية في 11 مايو 2002.
| شالكه 04                                                               | 4 -2 | باير 04 ليفركوزن                        |
| ---------------------------------------------------------------------- | ---- | --------------------------------------- |
| يورغ بومه 45 ' · فيكتور اغالي 68 ' · أندرياس مولر 71 ' · إبه ساند 85 ' |      | ديميتار برباتوف 27 ' · أولف كيرشتن 89 ' |